# Kabinett Mario Frick I
Das Kabinett Mario Frick I war vom 15. Dezember 1993 bis zum 9. April 1997 die 18. amtierende Regierung des Fürstentums Liechtenstein unter Vorsitz von Mario Frick (VU) in seiner ersten Amtszeit als Regierungschef.
Die zweite Wahl des Jahres 1993 war nötig geworden, da Regierungschef Markus Büchel nur etwa hundert Tage nach seinem Amtsantritt von seiner Partei, der Fortschrittlichen Bürgerpartei, zum sofortigen Rücktritt aufgefordert wurde. Bei der Berufung für einen Verwaltungsposten überging er einen Parteifreund und unterstützte stattdessen den Kandidaten der Vaterländischen Union. Büchel verteidigte sich zwar, dass er nicht nur seine Partei zu repräsentieren habe, konnte aber nicht verhindern, dass er vom Landtag seines Amtes enthoben wurde. Nach der Auflösung des Parlamentes durch den Fürsten wurde im Oktober 1993 die zweite Wahl angesetzt.
Nach der Landtagswahl am 24. Oktober 1993 bildeten die Vaterländische Union (VU) und die Fortschrittliche Bürgerpartei (FBP) eine Koalitionsregierung, die im Landtag des Fürstentums Liechtenstein zusammen 24 der insgesamt 25 Sitze einnahm.
Für nach dem 18. März 1965 gebildete Regierungen gilt gemäss Artikel 79 der Verfassung des Fürstentums Liechtenstein, dass sie stets fünfköpfige Kollegialregierungen sind, bestehend aus einem Regierungschef als primus inter pares und vier Regierungsräten, von denen einer zum Regierungschef-Stellvertreter bestimmt wird. Aus jedem der beiden Landschaften Oberland und Unterland müssen wenigstens zwei Regierungsmitglieder kommen. Ernannt und entlassen werden sie vom Landesfürsten, die reguläre Amtsperiode beträgt vier Jahre.
In die Amtszeit des Kabinetts fielen der Mehrwertssteuervertrag mit der Schweiz (1994), der Beitritt Liechtensteins zum Europäischen Wirtschaftsraum (EWR) und zur Welthandelsorganisation (beide 1995).

## Kabinettsmitglieder
|                               | Bild                                        | Name             | Amtszeit                          | Landschaft | Ressort                                                |
| Regierungschef                |                                             |                  |                                   |            |                                                        |
|                               | Regierungschef Mario Frick                  | Mario Frick      | 15. Dezember 1993 – 9. April 1997 | Oberland   | - Präsidium - Finanzen - Justiz                        |
| Regierungschef-Stellvertreter |                                             |                  |                                   |            |                                                        |
|                               | Regierungschef-Stellvertreter Thomas Büchel | Thomas Büchel    | 15. Dezember 1993 – 9. April 1997 | Oberland   | - Inneres - Bildung - Umwelt, Land- und Waldwirtschaft |
| Regierungsräte                |                                             |                  |                                   |            |                                                        |
|                               | Regierungsrätin Andrea Willi                | Andrea Willi     | 15. Dezember 1993 – 9. April 1997 | Oberland   | - Äusseres - Kultur und Sport                          |
|                               | Regierungsrat Michael Ritter                | Michael Ritter   | 15. Dezember 1993 – 9. April 1997 | Unterland  | - Wirtschaft - Familie - Gesundheit und Soziales       |
|                               | Regierungsrätin Cornelia Gassner            | Cornelia Gassner | 15. Dezember 1993 – 9. April 1997 | Unterland  | - Bauwesen und Verkehr                                 |